# Ираку (народ)

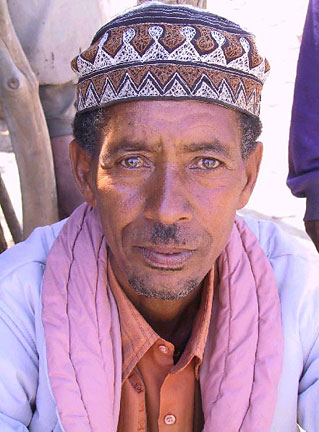
Мужчина ираку

Ираку, иракв, иракуа (самоназвание), мбулу — народ в Танзании (между озёрами Эяси и Маньяра на юго-западе области Аруша). К ираку близки горова, или фиоме (район горы Фиоме), алава, или алагва (верховья реки Бубу) и мбугу (к югу от озера Эяси). Численность 462 000 человек (2001). Говорят на языке ираку, принадлежащем к кушитской семье афразийской макросемьи языков. Часть ираку — христиане (католики и протестанты, приверженцы Лютеранской церкви ираку) и мусульмане. Наибольшая часть ираку сохраняет традиционные верования. Основное занятие мужчин — разведение скота (крупный и мелкий рогатый скот, овцы и козы), женщин — ручное тропическое земледелие (сорго, элевсина, кукуруза, бобовые, арахис). Развиты плетение циновок и корзин, обработка шкур, выделка кож и изделий из них; резьба по дереву, изготовление изделий из меди.